# Kiln (Misisipi)
Kiln es un lugar designado por el censo del condado de Hancock, Misisipi, Estados Unidos. Según el censo de 2000 tenía una población de 2.040 habitantes y una densidad de población de 59.1 hab/km².

## Demografía
Según el censo de 2000, había 2.040 personas, 782 hogares y 570 familias residiendo en la localidad. La densidad de población era de 59,1 hab./km². Había 987 viviendas con una densidad media de 28,6 viviendas/km². El 95,98% de los habitantes eran blancos, el 2,60% afroamericanos, el 0,29% amerindios, el 0,29% asiáticos, el 0,10% de otras razas y el 0,74% pertenecía a dos o más razas. El 1,52% de la población eran hispanos o latinos de cualquier raza.
Según el censo, de los 782 hogares en el 34,5% había menores de 18 años, el 56,6% pertenecía a parejas casadas, el 11,8% tenía a una mujer como cabeza de familia y el 27,0% no eran familias. El 20,7% de los hogares estaba compuesto por un único individuo y el 5,6% pertenecía a alguien mayor de 65 años viviendo solo. El tamaño promedio de los hogares era de 2,61 personas y el de las familias de 3,03.
La población estaba distribuida en un 27,3% de habitantes menores de 18 años, un 7,9% entre 18 y 24 años, un 29,9% de 25 a 44, un 25,0% de 45 a 64 y un 10,0% de 65 años o mayores. La media de edad era 36 años. Por cada 100 mujeres había 101,8 hombres. Por cada 100 mujeres de 18 años o más, había 98,4 hombres.
Los ingresos medios por hogar en la localidad eran de 38.125 dólares ($) y los ingresos medios por familia eran 40.893 $. Los hombres tenían unos ingresos medios de 32.768 $ frente a los 21.850 $ para las mujeres. La renta per cápita para la ciudad era de 16.351 $. El 21,1% de la población y el 19,5% de las familias estaban por debajo del umbral de pobreza. El 24,2% de los menores de 18 años y el 11,7% de los habitantes de 65 años o más vivían por debajo del umbral de pobreza.

## Geografía
Según la Oficina del Censo de los Estados Unidos, Kiln tiene un área total de 34,9 km² de los cuales 34,5 km² corresponden a tierra firme y 0,3 km² a agua. El porcentaje total de superficie con agua es 0,97%.